# マジで航海してます。
『マジで航海してます。』（マジでこうかいしてます）は、2017年7月から深夜ドラマ枠「ドラマイズム」の作品として毎日放送の制作により、TBSテレビをはじめとする同系列の一部で放送されたまたはされている連続テレビドラマ。第1シーズンは全5話、第2シーズンは全6話。
飯豊まりえと武田玲奈のダブル主演で、ともに連続ドラマ初主演となる。航海士を目指す大学生たちが初めて乗船実習に参加する1か月間を描いた、オリジナルの脚本によるコメディ作品。外航船員の人材確保支援を目的とするプロジェクト「J-CREWプロジェクト 〜やっぱり海が好き〜」や、船員を育成する大学などの協力を得て制作され、多くのシーンが船の中で撮影された。
2018年夏、引き続き飯豊と武田のダブル主演で、社会人となった主人公2人の奮闘を描く続編『マジで航海してます。〜Second Season〜』が放送された。

## あらすじ

### 第1シーズン
石川燕は、就職に有利という動機から有名私立大学ばかりを受験して失敗し、国立大学を目指すと親を説得して浪人することを許してもらえた。燕は予備校で『ONE PIECE』に感化され世界中を冒険したいという海斗と知り合う。もともと流されやすい性格のうえ、受験のプレッシャーに追いつめられていた燕は海斗を好きになり、一緒に国立の関東商船大学に入ろうという説得に深く考えることなく応じてしまう。そして燕だけが合格し、海斗は「自分探しの旅に出る」と姿を消してしまった。海にも船にも一切興味なく海洋学部に入った燕は、ひとり後悔の日々を過ごす。
2017年7月24日、関東商船大学と神戸海南大学の海洋学部の1年生が合同で参加する、実習船「未来丸」での1か月間の乗船実習が始まった。実習は男が8割という環境の中で、厳しいメニューや訓練を課せられている。燕はここで大学では知り合いではなかった同級生の坂本真鈴と出会う。真鈴は幼いころに豪華客船に魅せられて海と船が大好きになり、本気で航海士を目指している。明るいが空気の読めない性格の真鈴は、鬼教官と噂される士官の横山に早速目を付けられた。燕と真鈴は同室になり、同じ大学の八木大和と山田翔太郎、神戸海南大学の鳴海新太と木暮健介の6人の「5班」となる。5班の男子たち、特に班長の鳴海は真鈴のことを快く思わない。真鈴は、神戸海南大学のエリート集団「1班」を率いる鵜川杏樹からも一方的に敵視される。
問題児の真鈴に振り回され、5班は衝突が絶えない。燕は「真鈴と一緒にいるとろくなことがない」と辟易しながらも、真鈴の正直な性格をうらやましいと思っている。5班で連帯責任を負わされもするが、試練をともに乗り越えて皆は次第に親しくなっていった。しかし燕は実習生活の中で自分は航海士に向いていないと後悔を募らせ、5班が親しくなっていくほど自分が本気で航海士を目指していないことが辛くなっていた。燕は学校を辞めたいと打ち明けるが、皆に励まされて思い留まる。八木は燕が好きなことを他の男子たちに明かした。しかし八木は彼らの後押しを得ても燕に告白できず、燕の方はその気持ちに全く気付いていない。
乗船実習が終了する3日前の夜、未来丸は嵐に遭遇した。真鈴の父親はかつて横山も憧れたヨットマンであったが、真鈴が子供のころ、乗船中に落雷を受け、真鈴の目の前で死んでしまった。真鈴はずっとそれを勝手に船に乗ってしまった上に父親を助けられなかった自分のせいだと感じており、雷でそのトラウマが引き起こされて倒れてしまう。翌日、真鈴は燕に「本当は海も船もずっと見たくなかった。でも、航海士になることがお父さんへの償いになるのならと思っていた。でも無理だった」と、今までずっと隠していた本心を打ち明け、航海士を目指すことを辞めると言う。燕と真鈴は口論になり、そのはずみで燕は階段から落ちて気を失ってしまう。真鈴は必死で燕に蘇生法を施し、燕は無事に意識を取り戻し、真鈴はトラウマを克服する。5班は騒動を起こしたペナルティとして実習が1日延長となるが、皆の顔は晴れやかである。
卒業後、鳴海、小暮、山田は念願の航海士になった。八木は在学中に燕に告白できないまま、造船会社に入社した。真鈴は三等航海士、燕は三等機関士として、同じ船に乗ってはじめての航海に出る。

## キャスト
坂本真鈴（さかもと まりん）〈18→25〉
演 - 飯豊まりえ
関東商船大学1年生。母親がサラリーマンの男性と再婚し、年の離れた幼い妹がいる。
大学卒業後、轟海運に入社。自動車運搬船・アンピトリテ号の三等航海士として働く。
石川燕（いしかわ つばめ）〈19→26〉
演 - 武田玲奈
関東商船大学1年生。母親は喫茶店を営む。
真鈴と同じく轟海運に入社。アンピトリテ号の三等機関士として働き始めたが、会社の都合で本社の船舶管理部勤務となる。

### 第1シーズン
八木大和（やぎ やまと）〈18〉
演 - 桜田通
関東商船大学1年生。父親が造船会社勤務で、その影響で商船大学を選んだ。在学中に父親が他界し、父親がいた造船会社に入社して船の設計に携わっている。
鳴海新太（なるみ あらた）〈20〉
演 - 勇翔
神戸海南大学1年生。5班の班長。しかし周囲から班長らしいことは何もしていないと言われる。小暮曰く「筋肉しか自慢するところがない」。父親は漁師で厳しく育てられた。乗船実習中は毛嫌いしていた杏樹と実習が終わってからひそかに交際し、航海士デビューの前にプロポーズをして結婚した。
第2シーズンの第3話で、シンガポールのシーメンズ・クラブで真鈴と偶然再会した。
木暮健介（こぐれ けんすけ）〈25〉
演 - 井澤勇貴
神戸海南大学1年生。別の大学を卒業して就職したが、自分の将来に疑問を感じ、「海の上の仕事が向いている」という占いの結果から航海士を目指す。既婚者であり、実習中に妻の妊娠を知った。鳴海からは「にいさん」と呼ばれている。
山田翔太郎（やまだ しょうたろう）〈18〉
演 - 池本啓太
関東商船大学1年生。母子家庭で育ち、マザコンと呼ばれてもそれをいとわない。胃腸が弱く、航海士になってからも船酔いに悩まされている。
海斗（かいと）〈18〉
演 - 三原大樹
燕が予備校で知り合い、商船大学を受けるきっかけを作った男友達。受験に失敗してから「自分探しの旅」を続け、歌舞伎町のホストになった。源氏名は「薔薇乃ローズ」。
鵜川杏樹（うかわ あんじゅ）〈19〉
演 - 日比美思
神戸海南大学1年生。芦屋のお嬢様で、小暮曰く「うちの大学のボス」。全員がクルーザーを所有する家庭に育ったエリート集団である1班の唯一の女子。自分がいちばん優秀だと自負しており、5班を見下している。卒業して航海士になり、鳴海のプロポーズを受けて結婚した。
1班の男子生徒
演 - 安藤勇雅、磯野ユウキ、米村秀人、横山将大、馬渡真伍
赤瀬川
演 - 川端和雄
「未来丸」の食堂のコック。
丸川
演 - 桜井ユキ
「未来丸」の船医。
丹波
演 - 九十九一
真鈴が船外で知り合った老人。後述する林田の初の航海実習を担当したほど前からの航海士であり、かつて「伝説の船乗り」と称されていた。
関根啓司〈41〉
演 - 岡田浩輝
講師。次席一等機関士。船好きな真鈴と特に気が合う。
藤原茜〈34〉
演 - 岩井堂聖子
講師。次席一等航海士。厳しく凛とした指導者であるが、自身の学生時代の体験から出来の悪い生徒にも理解を示している。
林田洋之介〈52〉
演 - 温水洋一
「未来丸」船長。性格はいたって温厚。
横山和也〈40〉
演 - 堀部圭亮
航海科先任士官。鬼教官として恐れられており、「カジキマグロと戦った」などの武勇伝を持つと噂されている。実際は生徒たちを思いやる優しい人柄で、武勇伝は真実ではない。

### 第2シーズン
神崎拓也（かんざき たくや）
演 - 平岡祐太
アンピトリテ号の一等航海士。通称「鬼のチョッサー」。
如月光（きさらぎ ひかる）
演 - 宮崎秋人
アンピトリテ号の新人三等機関士。真鈴の後輩。
晴海修作（はるみ しゅうさく）
演 - 水野勝
アンピトリテ号の二等航海士。真鈴の先輩。
フリオ・メンドーサ〈35〉
演 - 植野行雄（デニス）
アンピトリテ号の操舵手。フィリピン人。
長谷川尚人（はせがわ なおと）〈31〉
演 - 近藤廉
アンピトリテ号の二等機関士。
野口妙子（のぐち たえこ）〈34〉
演 - 伊藤ゆみ
轟海運本社、船舶管理部勤務。元航海士。現在は妊娠6か月。
真野宗佑（まの そうすけ）〈26〉
演 - 中尾暢樹
燕が合コンで知り合った青年。職業はペット探偵。
七原珠子（ななはら たまこ）〈23〉
演 - あの
燕の同僚。轟海運本社勤務。
館山輝彦（たてやま てるひこ）〈52〉
演 - 矢島健一
燕の上司。轟海運本社勤務、船舶管理部の工務監督。
新井三郎（あらい さぶろう）〈50〉
演 - モロ師岡
アンピトリテ号の船長。

## スタッフ
- 監督 - 井口昇、坂下雄一郎
- 脚本 - アサダアツシ
- 音楽
  - 第1シーズン - 倉堀正彦
  - 第2シーズン - 田渕夏海、中村巳奈重
- 音楽協力 - ミリカミュージック、日音
- 撮影協力
  - 第1シーズン - 東海大学、東海大学海洋学部、東海大学海洋調査研修船、東京海洋大学、東京湾フェリー、清水市、他
  - 第2シーズン - 海技教育機構、銀河丸 (3代)、日本郵船、川崎汽船、商船三井フェリー、他
- 企画 - 丸山博雄、才津博明
- チーフプロデューサー - 深迫康之
- プロデューサー - 尹楊会、柴原祐一
- 制作プロダクション - ダブ
- 協力 - J-CREWプロジェクト
- 製作 - 「マジで航海してます。」製作委員会、毎日放送

## 主題歌
第1シーズン
- 主題歌/エンディングテーマ - BOYS AND MEN「帆を上げろ!」（ユニバーサルミュージック）[10]
- オープニングテーマ - 中田ヤスタカ「Jump in Tonight (feat. 眞白桃々)」（Warner Music Japan / unBORDE）[11]

第2シーズン
- 主題歌/オープニングテーマ - BOYS AND MEN「炎・天下奪取」（ユニバーサルミュージック）[12]
- エンディングテーマ - ココロオークション「向日葵」（テイチクエンタテインメント）[13]

## 放送日程
第1シーズン（2017年）
| 各話  | 放送日   | 放送日  | サブタイトル                                               | 監督       |
| 各話  | 毎日放送 | TBS     | サブタイトル                                               | 監督       |
| ----- | -------- | ------- | ---------------------------------------------------------- | ---------- |
| 第1話 | 7月03日  | 7月05日 | マジで航海したい女VSマジで後悔してる女                     | 井口昇     |
| 第2話 | 7月10日  | 7月12日 | 船酔い大ピンチ！吐くべきか、我慢すべきか、それが重要です!! | 井口昇     |
| 第3話 | 7月17日  | 7月19日 | ロープ結びは縁結び!? 真鈴があいつと···                     | 坂下雄一郎 |
| 第4話 | 7月24日  | 7月26日 | 私、今日で船降りる！と燕が壊れた日                         | 坂下雄一郎 |
| 第5話 | 7月31日  | 8月02日 | 最大のピンチ！こんな終わり方ってアリですか!?               | 井口昇     |

第2シーズン（2018年）
| 各話  | 放送日   | 放送日  | 監督     |
| 各話  | 毎日放送 | TBS     | 監督     |
| ----- | -------- | ------- | -------- |
| 第1話 | 7月30日  | 8月01日 | 井口昇   |
| 第2話 | 8月06日  | 8月08日 | 深迫康之 |
| 第3話 | 8月13日  | 8月15日 | 深迫康之 |
| 第4話 | 8月20日  | 8月22日 | 井口昇   |
| 第5話 | 8月27日  | 8月29日 | 井口昇   |
| 第6話 | 9月03日  | 9月05日 | 井口昇   |

## 放送局
| 放送期間                | 放送時間                     | 放送局          | 対象地域       | 備考        |
| 第1シーズン             | 第1シーズン                  | 第1シーズン     | 第1シーズン    | 第1シーズン |
| ----------------------- | ---------------------------- | --------------- | -------------- | ----------- |
| 2017年7月3日 - 7月31日  | 月曜 0:50 - 1:20（日曜深夜） | 毎日放送        | 近畿広域圏     | 製作局      |
| 2017年7月3日 - 7月31日  | 月曜 0:50 - 1:20（日曜深夜） | 北海道放送      | 北海道         | 同時ネット  |
| 2017年7月5日 - 8月2日   | 水曜 1:28 - 1:58（火曜深夜） | TBSテレビ       | 関東広域圏     |             |
| 2017年7月6日 - 8月3日   | 木曜 1:25 - 1:55（水曜深夜） | RKB毎日放送     | 福岡県         |             |
| 第2シーズン             |                              |                 |                |             |
| 2018年7月30日 - 9月3日  | 月曜 0:50 - 1:20（日曜深夜） | 毎日放送        | 近畿広域圏     | 製作局      |
| 2018年8月1日 - 9月5日   | 水曜 1:28 - 1:58（火曜深夜） | TBSテレビ       | 関東広域圏     |             |
| 2018年8月4日 - 9月15日  | 土曜 1:25 - 1:55（金曜深夜） | 静岡放送        | 静岡県         |             |
| 2018年8月4日 - 9月15日  | 土曜 21:00 - 21:30           | BS12 トゥエルビ | 全国           |             |
| 2018年8月6日 - 9月11日  | 火曜 1:29 - 1:59（月曜深夜） | 北海道放送      | 北海道         |             |
| 2018年8月9日 - 9月14日  | 金曜 0:56 - 1:24（木曜深夜） | あいテレビ      | 愛媛県         |             |
| 2018年8月14日 - 9月19日 | 水曜 1:28 - 1:58（火曜深夜） | IBC岩手放送     | 岩手県         |             |
| 2018年8月14日 - 9月19日 | 水曜 1:28 - 1:58（火曜深夜） | RKB毎日放送     | 福岡県         |             |
| 2018年8月23日 - 9月27日 | 木曜 1:30 - 2:00（水曜深夜） | 北陸放送        | 石川県         |             |
| 2018年8月23日 - 9月27日 | 木曜 1:50 - 2:20（水曜深夜） | 山陽放送        | 岡山県・香川県 |             |
| 2018年8月31日 - 10月5日 | 金曜 0:56 - 1:24（木曜深夜） | 熊本放送        | 熊本県         |             |

## 映像ソフト
第1シーズンは2017年11月22日に、第2シーズンは2018年12月26日にDVD BOXとBlu-ray BOXがそれぞれリリースされた。